# KSV 1919
Kapfenberger SV (sau KSV 1919) este un club de fotbal din Kapfenberg, Austria, care evoluează în 2. Liga. Clubul a fost fondat în 1919 sub denumirea de Kapfenberger SC, în 1947 schimbându-și denumirea în cea actuală.

## Jucători notabili
- Gerald Fuchsbichler
- Ignaz Puschnik
- Ernst Kolar
- Rudolf Mitterboeck
- Leszek Kuznowicz
- Marian Suchancok
- Jos Hooiveld